# Rhodopina integripennis
Rhodopina integripennis är en skalbaggsart som först beskrevs av Bates 1884.  Rhodopina integripennis ingår i släktet Rhodopina och familjen långhorningar. Inga underarter finns listade i Catalogue of Life.